# The Best, Gardien de but de la FIFA
The Best, Gardien de but de la FIFA est un prix remis chaque année par la  FIFA, pour le meilleur gardien de but du monde.

## L’histoire

### Les critères de vote
Les critères de sélection pour les gardiens de but de l'année sont les performances sportives, ainsi que la conduite sur et hors du terrain.
Les votes sont décidés par les représentants des médias, les entraîneurs des équipes nationales et les capitaines d'équipes nationales. En octobre 2016, il a été annoncé que le grand public serait également autorisé à voter. Chaque groupe dispose de 25 % de l'ensemble des suffrages.

## Les gagnants
| Année | Rang | Joueur                | Équipe                 |
| ----- | ---- | --------------------- | ---------------------- |
| 2017  | 1er  | Gianluigi Buffon      | Juventus FC            |
| 2017  | 2e   | Manuel Neuer          | Bayern Munich          |
| 2017  | 3e   | Keylor Navas          | Real Madrid            |
| 2018  | 1er  | Thibaut Courtois      | Chelsea FC Real Madrid |
| 2018  | 2e   | Hugo Lloris           | Tottenham Hotspur      |
| 2018  | 3e   | Kasper Schmeichel     | Leicester City         |
| 2019  | 1er  | Alisson               | Liverpool FC           |
| 2019  | 2e   | Marc-André ter Stegen | FC Barcelone           |
| 2019  | 3e   | Ederson               | Manchester City        |
| 2020  | 1er  | Manuel Neuer          | Bayern Munich          |
| 2020  | 2e   | Alisson               | Liverpool FC           |
| 2020  | 3e   | Jan Oblak             | Atlético de Madrid     |
| 2021  | 1er  | Édouard Mendy         | Chelsea FC             |
| 2021  | 2e   | Gianluigi Donnarumma  | AC Milan Paris SG      |
| 2021  | 3e   | Manuel Neuer          | Bayern Munich          |
| 2022  | 1er  | Emiliano Martínez     | Aston Villa            |
| 2022  | 2e   | Thibaut Courtois      | Real Madrid            |
| 2022  | 3e   | Yassine Bounou        | Séville FC             |
| 2023  | 1er  | Ederson               | Manchester City        |
| 2023  | 2e   | Thibaut Courtois      | Real Madrid            |
| 2023  | 3e   | Yassine Bounou        | Séville FC             |

## Les gagnantes
| Année | Rang | Joueuse             | Équipe                      |
| ----- | ---- | ------------------- | --------------------------- |
| 2019  | 1re  | Sari van Veenendaal | Arsenal Atlético de Madrid  |
| 2019  | 2e   | Christiane Endler   | Paris SG                    |
| 2019  | 3e   | Hedvig Lindahl      | Chelsea VfL Wolfsburg       |
| 2020  | 1re  | Sarah Bouhaddi      | Olympique lyonnais          |
| 2020  | 2e   | Christiane Endler   | Paris SG                    |
| 2020  | 3e   | Alyssa Naeher       | Red Stars de Chicago        |
| 2021  | 1re  | Christiane Endler   | Paris SG Olympique lyonnais |
| 2021  | 2e   | Ann-Katrin Berger   | Chelsea                     |
| 2021  | 3e   | Stephanie Labbé     | FC Rosengård Paris SG       |
| 2022  | 1re  | Mary Earps          | Manchester United           |
| 2022  | 2e   | Christiane Endler   | Olympique lyonnais          |
| 2022  | 3e   | Ann-Katrin Berger   | Chelsea                     |
| 2023  | 1re  | Mary Earps          | Manchester United           |
| 2023  | 2e   | Cata Coll           | FC Barcelone                |
| 2023  | 3e   | Mackenzie Arnold    | West Ham United             |